# Villa Lante

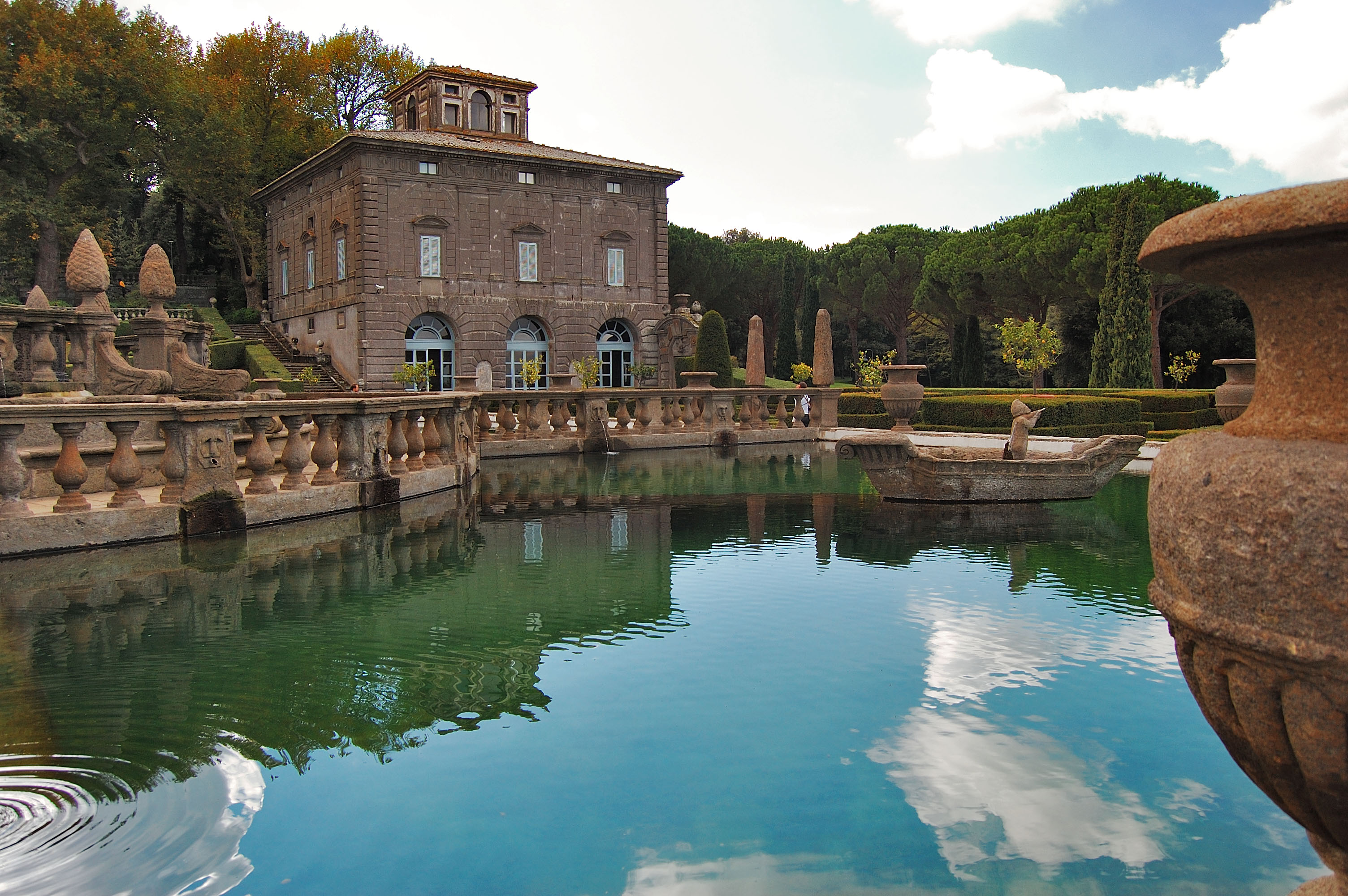
Het bassin en een van de casini (gebouwen van Villa Lante)

Villa Lante in het dorpje Bagnaia, nabij Viterbo, is een monumentale Italiaanse villa van grote allure die dateert uit de late renaissance. Villa Lante is gebouwd tussen ongeveer 1566 en 1596. De villa kreeg pas de huidige naam toen Ippolito Lante Montefeltro della Rovere, graaf van Bomarzo, in de 17e eeuw eigenaar werd. De villa heeft beroemde tuinen met wonderlijke beeldhouwwerken, enigszins vergelijkbaar met de Tuinen van Bomarzo. Het ontwerp van villa en tuinen wordt toegeschreven aan Giacomo Barozzi da Vignola. Het ontwerp is in de stijl van het maniërisme (late renaissance).
Villa Lante heeft uiterlijk weinig gemeen met Villa Farnese in Caprarola, die ook ontworpen is door Vignola. Villa Lante moet niet worden verward met de Villa Lante in Rome die op de Janiculum (heuvel) is gelegen.
Het dorp Bagnaia ligt aan wat vroeger een drukke Romeinse weg was die loopt door de Cimini-heuvels (Monti Cimini). De weg is later deel gaan uitmaken van de Via Francigena.